# Hydnophytum
Hydnophytum — рід квіткових рослин родини маренові (Rubiaceae).

## Поширення
Рід поширений у Південно-Східній Азії, Океанії та на півночі Австралії. Найпоширеніший рід на острові Нова Гвінея; тут зустрічається 44 з 55 видів роду.

## Екологія
Епіфіти. Мають потовщене стебло. У домаціях стебла мурахи влаштовують мурашники.

## Види
Рід містить 55 видів: